# فولوتشيسك
فولوتشيسك (Волочиськ) هي مدينة في مقاطعة كميلنيتسكا في أوكرانيا.